# Chikkamandagere, Krishnarajpet
Chikkamandagere là một làng thuộc tehsil Krishnarajpet, huyện Mandya, bang Karnataka, Ấn Độ.